# Andrea Parker (musicienne)
Pour les articles homonymes, voir Andrea Parker et Parker.
Andrea Parker est une compositrice et DJ britannique de musique électronique.

## Discographie

### Albums
- 1998 : Kiss My Arp
- 1998 : DJ-Kicks
- 2001 : The Dark Ages
- 2012 : Daphne Oram - Private Dreams And Public Nightmares (retravaillé et réinterprété par Andrea Parker et Daz Quayle)